# Калиново (Волновахский район)
Кали́ново (укр. Калинове; до 2016 г. — Кали́нино) — село на Украине, находится в Волновахском районе Донецкой области.

## География
Село Калиново расположено на реке балки Вели-Тарама, левом притоке Кальчика, выше Знаменовского водохранилища.

## История
В 1923 г. приказом Мариупольского окрисполкома в ознаменование 6-й годовщины Октябрьской революции село Архангельское переименовано в Калинино.

## Население
Численность населения по данным переписи 2001 года составляла 698 человек.

## Местный совет
Село Калиново — административный центр и единственный населённый пункт Калининского сельского совета.
Адрес сельского совета: 85781, Донецкая область, Волновахский р-н, с. Калиново, ул. Свердлова, 16.